# ロサ・フェティダ
ロサ・フェティダ（Rosa foetida）は、ジョージアのカフカース山脈山麓の丘陵地帯を原産地とするバラ科・バラ属の種。
多くの人々が不快に感じる軽い酸敗臭のある黄色い花を持つため、この名が付いた（"foetidus" はラテン語で「悪臭のある」の意）。原産地以外の広い地域で育つが、特に黒星病（葉に黒いしみ状の斑点を生じ、次第に拡大していく病害）に影響されやすい。

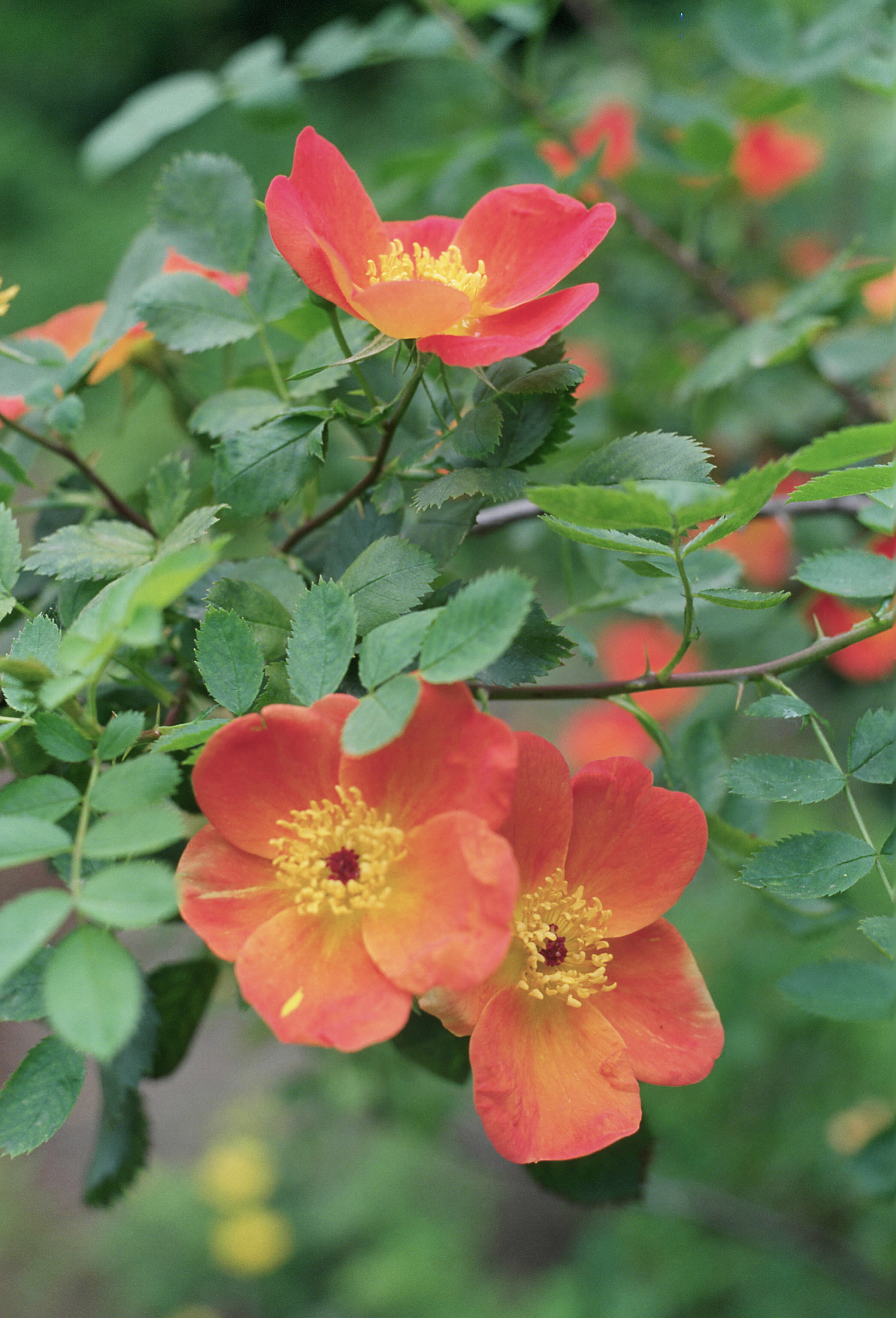
R. foetida var. bicolor

変種の一つである R. foetida var. 'bicolor' （オーストリアン・カッパー）は、外側が赤またはオレンジで内側が黄色の花びらを持っている（左写真）。ロサ・フェティダは黄色いハイブリッドモダンローズの品種改良において重要なバラであり、特に有名なものはジョセフ・ペルネ=デュシェ（Joseph Pernet-Ducher）が1900年にロサ・フェティダとアントワーヌ・デュシェを交配させて作り出したソレイユ・ドールである。